# 강호경 (배구인)
강호경(1969년 5월 20일 ~ )은 전 대한민국의 배구선수이다. 

## 학력
- 부산대학교 졸업

## 경력
- 2013년~2021년 양산시청 여자배구단 감독[1]
- 2010년~2013년 포항여고 배구부 코치[2][3]
- 2007년~2010년 대전 KT&G 아리엘즈 코치[4]
- 2002년~2007년 부산 경남 여자고등학교 배구부 코치
- 2001년~2002년 부산 경남 여자중학교 배구부 코치